# Givanildo Oliveira
Givanildo José de Oliveira (* 8. August 1948 in Olinda, Pernambuco) ist ein ehemaliger brasilianischer Fußballspieler und derzeitiger -trainer.

## Karriere als Spieler
Von 1969 bis 1976 und von 1978 bis 1979 spielte Oliveira für Santa Cruz FC, mit denen er achtmaliger Staatsmeister im Campeonato Pernambucano wurde. Von 1976 bis 1977 war er bei Corinthians São Paulo, mit dem er 1977 die Staatsmeisterschaft von São Paulo gewann. Im Jahr 1980 spielte er bei Fluminense Rio de Janeiro und von 1980 bis 1982 beim Sport Recife und wurde mit ihnen ebenfalls zweimaliger Staatsmeister. Anschließend wurde er Fußballtrainer des Clubs.
Givanildo Oliveira spielte ebenfalls mehrmals für die Seleção, die brasilianische Fußballnationalmannschaft und gewann mit ihr im Jahr 1976 den 1976 U.S.A. Bicentennial Cup Tournament zur 200-Jahr-Feier der Unabhängigkeitserklärung der Vereinigten Staaten. Zuletzt betreute er América Mineiro. Derzeit ist er ohne Anstellung.

## Karriere als Trainer
Als Trainer arbeitete Oliveira u. a. für folgende Fußballclubs: Sport Recife, Náutico Capibaribe, Santa Cruz FC, ABC Natal in Natal, Fortaleza EC, Clube do Remo, EC Bahia, Paysandu SC, AA Ponte Preta, Guarani FC und Athletico Paranaense. 2006 konnte Sport Recife mit Givanildo Oliveira als Trainer den Wiederaufstieg in die Série A schaffen.

## Erfolge

### Als Spieler
Santa Cruz
- Staatsmeisterschaft von Pernambuco: 1969, 1970, 1971, 1972, 1973, 1978, 1979
- Taça Recife: 1971
- Fita Azul: 1979

Corinthians
- Staatsmeisterschaft von São Paulo: 1977

Sport
- Campeonato Pernambucano: 1980, 1981, 1982

Fluminense
- Staatsmeisterschaft von Rio de Janeiro: 1980

### Als Trainer
CRB
- Staatsmeisterschaft von Alagoas: 1986

Paysandu
- Staatsmeisterschaft von Pará: 1987, 1992, 2000, 2001, 2002
- Série B: 2001
- Copa Norte: 2002
- Copa dos Campeões: 2002

CSA
- Staatsmeisterschaft von Alagoas: 1990

Sport
- Staatsmeisterschaft von Pernambuco: 1991, 1992, 1994, 2010
- Copa do Nordeste: 1994

Clube do Remo
- Staatsmeisterschaft von Pará: 1993, 2018

América Mineiro
- Série B: 1997
- Staatsmeisterschaft von Minas Gerais: 2016
- Série C: 2009

Fortaleza
- Staatsmeisterschaft von Ceará: 2004

Santa Cruz
- Staatsmeisterschaft von Pernambuco: 2005

Vitória
- Staatsmeisterschaft von Bahia: 2007

Ceará
- Staatsmeisterschaft von Ceará: 2017